# John White (attore)
John Michael White (Toronto, 10 giugno 1981) è un attore e produttore cinematografico canadese.

## Carriera
Esordisce a 13 anni in una miniserie TV di scarso successo, Blauvogel. Nel 1996 ha il suo primo vero ruolo importante nel telefilm Le avventure di Shirley Holmes. Si fa conoscere al pubblico nel ruolo di Erik Stifler nei film American Pie presenta: Nudi alla meta e American Pie Presents: Beta House

## Filmografia

### Attore

#### Cinema
- La leggenda della palude (The Legend of Gator Face), regia di Vic Sarin (1996)
- Manhattan Chase, regia di Godfrey Ho (2000)
- Fast Food High, regia di Nisha Ganatra (2003)
- Contratto d'amore (How to Deal), regia di Clare Kilner (2003)
- Friday Night, regia di Paul Fox - cortometraggio (2003)
- American Pie presenta: Nudi alla meta (American Pie Presents: The Naked Mile), regia di Joe Nussbaum (2006)
- American Pie Presents: Beta House, regia di Andrew Waller (2007)
- Wild Cherry, regia di Dana Lustig (2009)
- Boy Toy, regia di Christie Will Wolf (2011)
- Hell Hath No Fury, regia di Dug Rotstein - cortometraggio (2013)
- 88, regia di April Mullen (2015)
- Farhope Tower, regia di April Mullen (2015)
- Below Her Mouth, regia di April Mullen (2016)
- Badsville, regia di April Mullen (2017)
- The Maestro, regia di Adam Cushman (2018)
- Somnium, regia di Cat Hostick - cortometraggio (2019)

#### Televisione
- Hai paura del buio? (Are You Afraid of the Dark?) - serie TV, episodio 3x07 (1994)
- The Mighty Jungle - serie TV, episodio 1x24 (1994)
- Blauvogel - serie TV, 13 episodi (1994)
- Kung Fu: la leggenda continua (Kung Fu: The Legend Continues) - serie TV, episodi 3x11-3x12 (1995)
- Incontro con la morte (Tails You Live, Heads You're Dead), regia di Tim Matheson - film TV (1995)
- Johnny & Clyde: amici in mezzo ai guai (Johnny & Clyde), regia di William Bindley - film TV (1995)
- Piccoli brividi (Goosebumps) - serie TV, episodi 1x03-2x11-2x12 (1995-1996)
- Dalla parte sbagliata (The Fixer), regia di Charles Robert Carner - film TV (1998)
- Undressed - serie TV (1999)
- Le avventure di Shirley Holmes (The Adventures of Shirley Holmes) - serie TV, 52 episodi (1996-2000)
- Real Kids, Real Adventures - serie TV, episodio 3x13 (2000)
- Haven - Il rifugio (Haven), regia di John Gray - film TV (2001)
- After the Harvest, regia di Jeremy Podeswa - film TV (2001)
- Tarzan - serie TV, episodio 1x04 (2003)
- She's Too Young, regia di Tom McLoughlin - film TV (2004)
- Prom Queen: The Marc Hall Story, regia di John L'Ecuyer - film TV (2004)
- Missing (1-800-Missing) - serie TV, episodio 3x13 (2005)
- Cold Case - Delitti irrisolti (Cold Case) - serie TV, episodio 7x10 (2009)
- The Kennedys - serie TV, episodio 1x01 (2011)
- Alphas - serie TV, episodio 1x05 (2011)
- Combat Hospital - serie TV, episodio 1x08 (2011)
- Good God - serie TV, 9 episodi (2012)
- Lucky 7 - serie TV, episodio 1x02 (2013)
- Baskets - serie TV, episodio 2x01 (2017)
- Designated Survivor - serie TV, episodio 3x08 (2019)

### Produttore
- Shut Up and Deal, regia di James Henderson (2007) - co-produttore

## Doppiatori italiani
Nelle versioni in italiano delle opere in cui ha recitato, John White è stato doppiato da:
- Emiliano Coltorti in American Pie presenta: Nudi alla meta, American Pie Presents: Beta House
- Jasmine Laurenti in Piccoli Brividi
- Mirko Savone in Le avventure di Shirley Holmes
- Fabrizio De Flaviis in Cold Case - Delitti irrisolti
- Davide Garbolino in Piccoli Brividi (ridoppiaggio)